# Sambor Ier de Poméranie
Sambor Ier de Gdańsk (en polonais : Sambor I Gdański), né vers 1150 et mort avant 1205, est prince de Poméranie orientale de 1178 jusqu'à sa mort. Il est l'ancêtre de la dynastie des Samborides.

## Biographie
Sambor est le fils aîné de Subisław Ier (mort vers 1178), gouverneur de la Poméranie orientale à partir de 1155, est d'une princesse polonaise inconnue. Après la mort de son père, il est donc également devenu seigneur. La Chronica Polonorum de Vincent Kadlubek rapporte qu'il est nommé par Casimir II le Juste, princeps de Pologne. Néanmoins, la suprématie polonaise a été mise en doute par l'historien Johannes Voigt (1786-1863). 
Le prince favorise la colonisation germanique. À Oliwa, il achève la construction d’un monastère qu’il offre à des moines cisterciens danois qui étaient établis à Colbatz, dans le duché de Poméranie, plus à l'ouest. Il encourage ceux-ci à coloniser les terres de la région de Gdańsk (Dantzig) où il réside. Il leur offre de nombreux privilèges ainsi que des terres. Au regard du droit ecclésiastique, la Poméranie orientale faisait partie du diocèse de Włocławek suffrageant de l'archidiocèse de Gniezno.
Sans doute qu’après la mort de Grzymisław de Świecie, Sambor a également gouverné les régions de Lubiszewo en Kociewie et de Świecie. 
Sambor est le père de Subisław II (décédé entre 1217 et 1223).
Selon l'obituaire d’Oliwa, Subisław Ier de Poméranie serait mort le 7 février 1207. Cette date est peu crédible vu que la source date du XIVe siècle. Sambor est probablement décédé avant 1205. Il est inhumé au monastère d’Oliwa. Son frère cadet Mestwin Ier est désigné comme successeur par Ladislas III aux Jambes Grêles.

## Sources
- (pl) Cet article est partiellement ou en totalité issu de l’article de Wikipédia en polonais intitulé « Sambor I gdański » (voir la liste des auteurs).